# 宁远站
宁远站（Ningyuan Railway Station）曾是京包铁路（原京张铁路）上的一个小火车站，位于河北省张家口市桥东区境内，因1957年修建张家口南站，过往列车不需绕行张家口站，而拆除部分线路，宁远站也随之被废弃拆除，旧址在今张家口市桥东区宁远堡村附近。